# André-Paul Duchâteau
André-Paul Duchâteau (Doornik, 8 mei 1925 – Ukkel, 26 augustus 2020) was een Belgisch scenarioschrijver voor strips.

## Biografie
Duchâteaus vader was een officier in de Belgische luchtmacht. Hij publiceerde op zijn vijftiende zijn eerste werk, enkele korte verhalen voor het tijdschrift Mon Copain. Ook in 1940 volgde een reeks detectiveverhalen in het tweemaandelijks literair tijdschrift Le Jury, waarover schrijver Stanislas-André Steeman de leiding had. Zijn eerste roman, Meurtre pour Meurtre (Moord om moord), speelt zich af op zijn school. Dankzij Steeman gingen voor Duchâteau meer deuren open zodat hij nog meer kon publiceren, waaronder in het Engels. Duchâteau eerde Steeman achteraf door voorwoorden te schrijven in herdrukken van diens romans en door zijn werk te bewerken in andere media, namelijk voor theater en tv, maar ook in strips: in de jaren 80 schreef hij M. Wens voor tekenaars Xavier Musquera en Didier Desmit.
In 1948 trad hij de stripwereld binnen. Hij schreef scenario's voor Tenas en Rali, die publiceerden in het stripweekblad Bravo!, en ging aan de slag in hun studio. Hij werd redactiesecretaris van Bravo! en ook van Story en Mickey Magazine, die eveneens werk van Tenas en Rali publiceerden. In 1950-1951 verscheen in Mickey Magazine een verhaal over Mickey Mouse van zijn hand.
In de bewuste studio leerde hij de Franse tekenaar Tibet kennen, met wie hij bevriend werd. Die ontmoeting had daarnaast een grote impact op de carrière van allebei. Hun eerste gemeenschappelijk wapenfeit was het ridderverhaal De avonturen van Koenraad, dat verscheen in het Vlaamse striptijdschrift Ons Volkske in 1951. Voor Tibets detectivereeks Dave O'Flynn schreef hij eveneens, hoewel anoniem. Naast nog wat kleiner werk, verscheen van het viertal uit de studio onder de naam "D. Aisin" de piratenstrip De Brandende Driehoek, dat in 1952 verscheen in Spirou/Robbedoes. Van 1955 tot 1958 woonde hij met zijn vrouw in Belgisch-Congo.
In 1955 maakten Tibet en Duchâteau hun eerste verhaal van Rik Ringers voor weekblad Kuifje/Tintin, gevolgd door een tweede in 1956, waar Duchâteaus naam niet op vermeld is. Vanaf 1959 verschijnt de reeks regelmatig in het blad en staat Duchâteau vermeld als coauteur. Een andere strip van Tibet waar hij vanaf 1965 aan meewerkte is Chick Bill. Beide reeksen verschenen later in albumvorm bij Le Lombard. Hij volgde Greg op als scenarist van Tibets reeks De Ravottersclub, dat in Ons Volkske en de Waalse evenknie Junior verscheen. Van 1962 tot in 1965 werkten ze ook nog samen aan de scoutreeks De Avonturen van 3L, samen met decortekenaar Mittéï. Die reeks verscheen ook in Kuifje/Tintin. Duchâteau nam er het pseudoniem Michel Vasseur voor aan. Van 1960 tot 1961 werkte hij samen met Edouard Aidans aan de reeks Bob Binn. Duchâteau schreef ook eind de jaren 60 en de jaren 70 voor Le Soir Jeunesse, waar hij onder meer samenwerkte met Henri Desclez, Henri Decoster, Cosey en Gilbert Declercq. Tevens werkte Duchâteau hier voor het eerst samen met Tibets toenmalige assistent Christian Denayer.
In 1969 werkte hij samen met Denayer aan de reeksen Yalek (verder getekend door Jacques Geron), Alain Chevallier, De brokkenmakers en TNT. Onder het pseudoniem Michel Vasseur schreef hij ook de misdaadmysteries van Inspecteur Spirou ofwel Michel Trehet, die werden geïllustreerd door Christian Denayer. Deze verhalen waarbij de lezer de schuldige moest zoeken aan de hand van aanwijzingen, verschenen tussen 1971 en 1977 in weekblad Spirou/Robbedoes.
Hij werd vooral bekend als scenarist voor reeksen in Kuifje/Tintin van uitgeverij Lombard, maar zijn werk verscheen, behalve in voorgenoemde bladen, ook nog in onder meer Pilote en Wham!. In 1971 nam hij Mr Magellan over van Jean Van Hamme. Duchâteau zette de strip voort met tekenaar Géri tot 1979. In de jaren 70 werkte hij tevens met Eddy Paape aan de strips Yorik en Udolfo. In de periode 1976-1979 werd hij hoofdredacteur van Kuifje/Tintin. In de jaren 80 werkte hij onder andere samen met Grzegorz Rosiński aan de sciencefictionreeks Hans, met William Vance aan Bruce J. Hawker, met Daniel Hulet aan Farao en met Patrice Sanahujas aan Serge Morand. In 1988 werd hij literair directeur bij uitgeverij Lombard en bleef dit tot 1997. Van 1990 tot 1991 werkte hij nogmaals samen met Paape aan Carol, detective. 
In 1989 werd hij verantwoordelijk voor de detectiveseries bij uitgeverij Lefrancq, die daar verschenen in de collectie Detective comics. Tevens schreef hij daar ook de scenario's voor enkele stripreeksen. Aanvankelijk werkte hij daar van 1989 tot 1994 met Xavier Musquera en Didier Desmit aan Mr Wens. Van 1989 tot 1997 verscheen Joseph Rouletabille met tekeningen van Bernard Swysen. Met de tekenaars Jacques Géron en Erwin Drèze maakte hij Arsène Lupin van 1989 tot 1998. Van 1990 tot 1998 schreef hij een stripreeks over Sherlock Holmes getekend door verscheidene tekenaars. Samen met tekenaar René Follet maakte hij nog Terreur, een tweedelig stripverhaal over Madame Tussaud.
Na de dood van Tibet in 2010 ging hij met pensioen.
Hoewel hij vooral bekend werd door zijn stripscenario's, was Duchâteau ook auteur van romans, toneelstukken, radiohoorspelen en tv-films. Zijn proza werd tot in Japan en de VS uitgegeven.

## Series (selectie)
- Alain Chevallier met Christian Denayer
- De Brokkenmakers met Christian Denayer
- Bruce J. Hawker met William Vance
- Chick Bill met Tibet
- Hans met Grzegorz Rosiński
- Rik Ringers met Tibet
- De avonturen van de 3L met Tibet en Mittéï
- Yalek met Christian Denayer en Jacques Géron

## Erkenning
- Hij was ereburger van de stad Brussel.
- Voor het boek De 5 à 7 Avec La Mort ontving hij de Grand prix de littérature policière in 1974.
- Koning Boudewijn kende hem de titel toe van ridder in de Leopoldsorde.
- Hij ontving de Grand Prix Saint-Michel voor zijn oeuvre in 2010.

## Persoonlijk
Duchâteau was getrouwd en had een dochter. Hij was een achterkleinzoon van de kunstenaar Charles Vasseur.

## Verder lezen
- (fr) Duchâteau, André-Paul (2002). 7 à 77 ans, souvenirs d'un scénariste. Memor, Brussel. ISBN 978-2-930-13381-2.
- (fr) Gaumer, Patrick (2005). André-Paul Duchâteau, gentleman conteur. Le Lombard, Brussel. ISBN 978-2-803-62072-2.

- Bibsys: 90674005
- Biblioteca Nacional de España: XX872858
- Bibliothèque nationale de France: cb11900877n (data)
- CiNii: DA14564842
- Gemeinsame Normdatei: 108345866
- International Standard Name Identifier: 0000 0001 2026 6154
- Library of Congress Control Number: n85101959
- Bibliotheek van het Japanse parlement: 00438308
- Nationale Bibliotheek van Tsjechië: mub20181003128
- Nationale Bibliotheek van Israël: 987007273199905171
- Nederlandse Thesaurus van Auteursnamen: 068946554
- Istituto Centrale per il Catalogo Unico: MILV131151
- Système universitaire de documentation: 02684060X
- Virtual International Authority File: 59081776
- WorldCat: E39PBJyMcg3GpdPr93Qr6xK8G3